# Argentina i olympiska vinterspelen 1960
Argentina deltog med sex deltagare vid de olympiska vinterspelen 1960 i Squaw Valley. Ingen av landets deltagare erövrade någon medalj.